# 新亞歷山德里夫卡 (哈爾科夫州的鎮)
新亚历山德里夫卡（烏克蘭語：Нова Олександрівка），是烏克蘭東部哈爾科夫州庫皮揚斯克區的大布爾盧克市鎮内的乡村居民点。始建於1922年，面積0.066平方公里，海拔高度148米，2001年人口202。